# Río Ouche (Côte-d'Or)
El río Ouche (en latín: Oscara) es un río de Francia, afluente del río Saona y perteneciente a la cuenca del río Ródano. Su recorrido transcurre totalmente dentro del departamento de Côte d'Or, en la región de Borgoña.

## Geografía
El río Ouche tiene una longitud de 95,4 km y una cuenca que se extiende por 973 km².
Su caudal anual promedio es de 8,63 m³/segundo en la comuna de Crimolois, una comunidad cercana a la confluencia del Ouche con el Saona, en el departamento de Côte d'Or.

### Curso
El Ouche nace a aproximadamente un kilómetro al sur de la comuna Lusigny-sur-Ouche, departamento de Côte d'Or, a unos 390 m sobre el nivel del mar.
El Ouche fluye, primeramente, hacia el noroeste y luego, después de Dijon, hacia el suroeste dentro del departamento de Côte d'Or, y pasa por los distritos de Beaune y de Dijon y las comunas Lusigny-sur-Ouche, Montceau-et-Écharnant, Échenon, Bligny-sur-Ouche, Crugey, Thorey-sur-Ouche, Veuvey-sur-Ouche, Aubaine, Tart-le-Bas, Tart-l'Abbaye, Trouhans, Treclun, Champdôtre, La Bussière-sur-Ouche, Saint-Victor-sur-Ouche, Velars-sur-Ouche, Fleurey-sur-Ouche, Longvic, Sainte-Marie-sur-Ouche, Gissey-sur-Ouche, Barbirey-sur-Ouche, Neuilly-les-Dijon, Rouvres-en-Plaine, Crimolois, Fauverney, Magny-sur-Tille, Varanges, Plombières-lès-Dijon, Dijon.
Finalmente confluye, por el lado derecho, con el río Saona en la comuna de Échenon a 2 km de Saint-Jean-de-Losne, a unos 180 m de altitud.

## Principales afluentes
Los principales afluentes del río Ouche son (ambos afluentes por el lado izquierdo):
- Vandenesse - 17,6 km;[5]
- Suzon - 40,8 km;[6]

## Galería

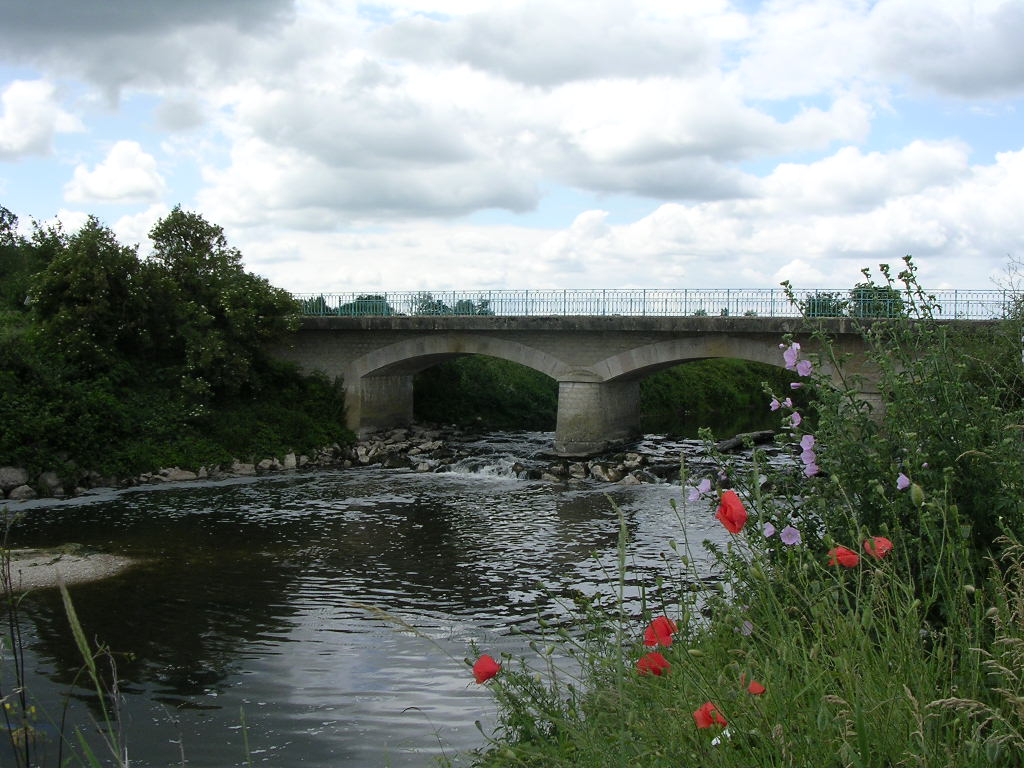
Puente sobre el Ouche en Tart-l'Abbaye.
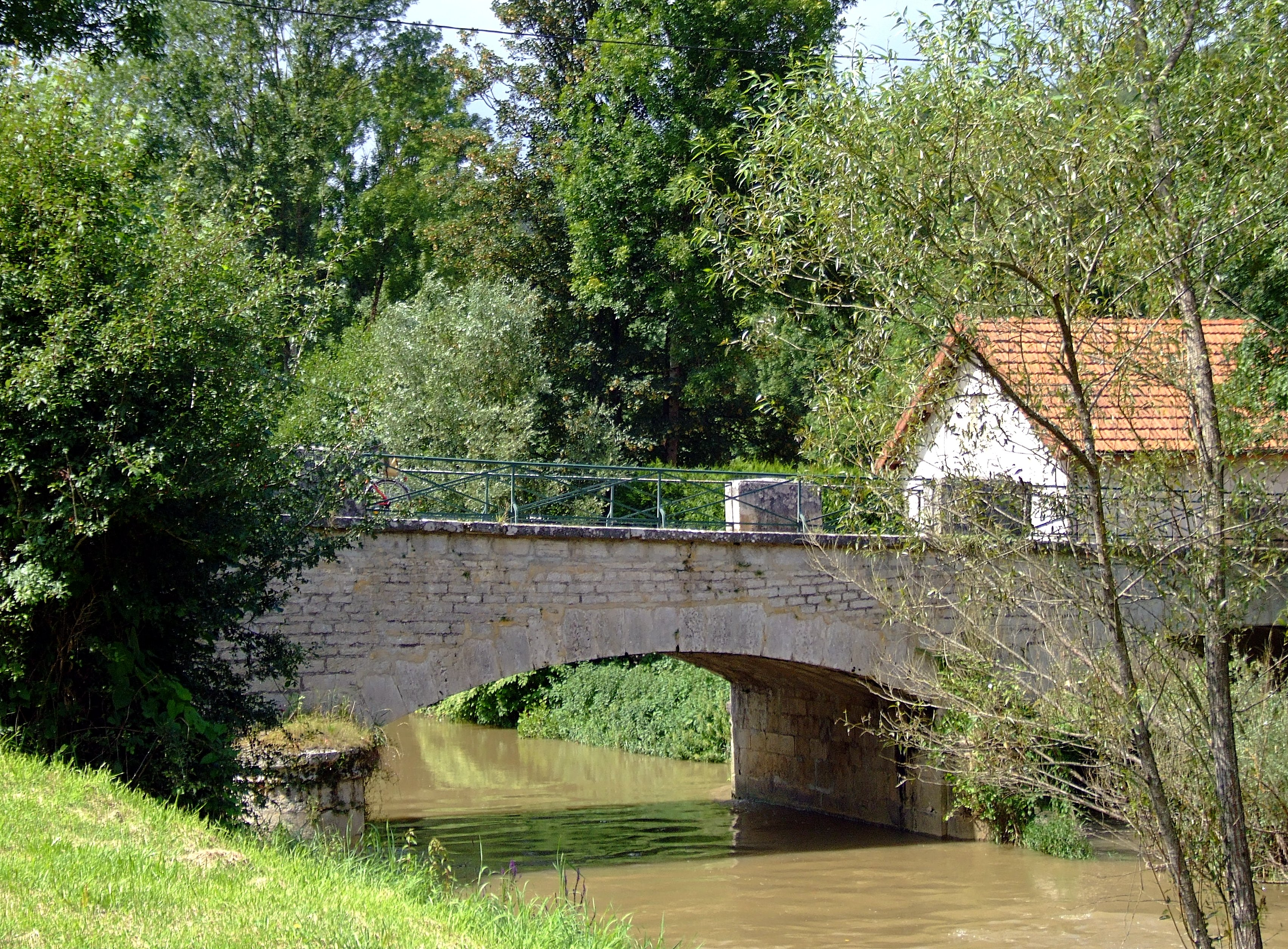
Puente sobre el Ouche en Veuvey-sur-Ouche.
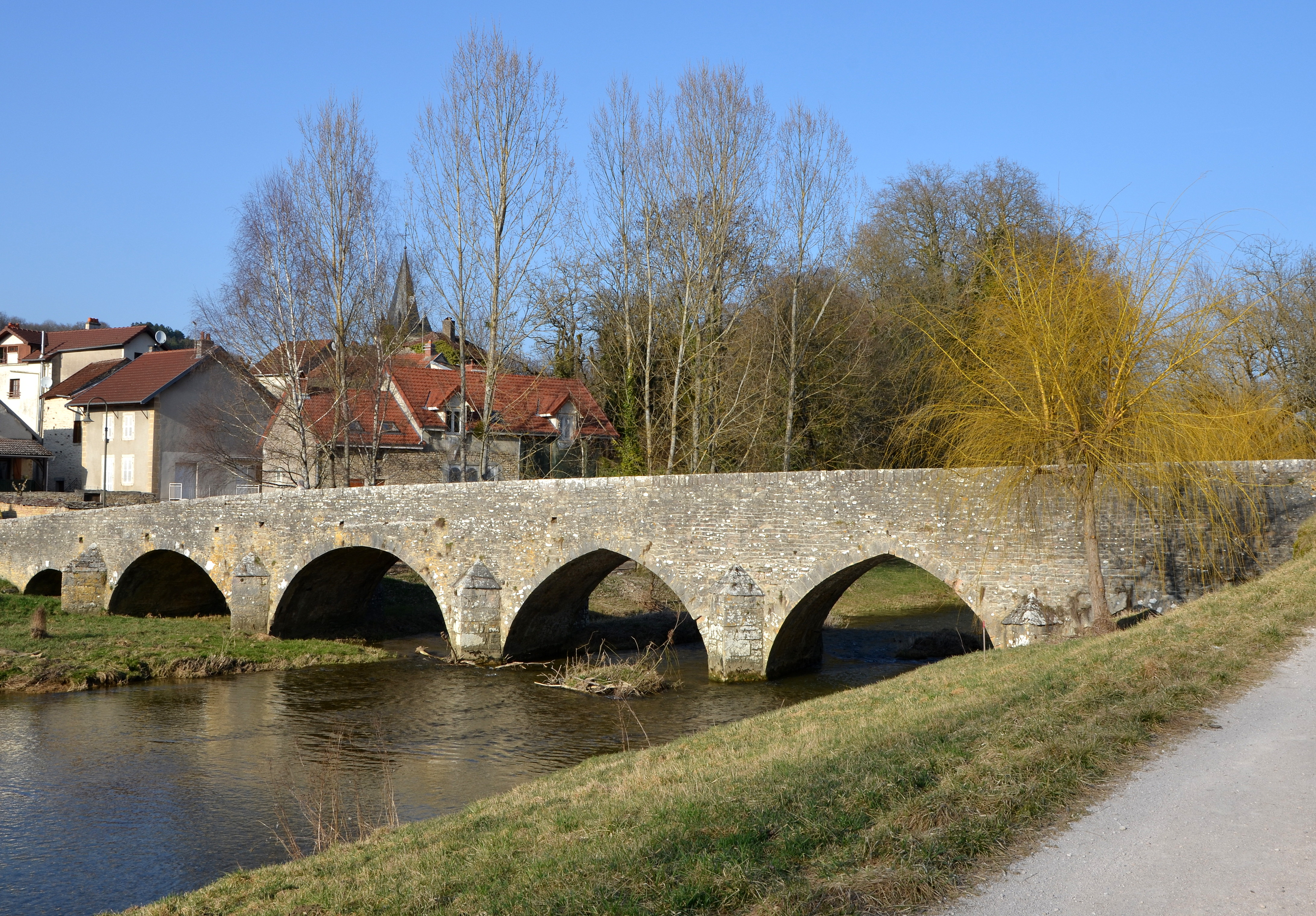
Puente viejo sobre el Ouce en Gissey-sur-Ouche.